# Paulus-Akademie Zürich
La Paulus-Akademie Zürich (Paz) en français  Académie Paul Zürich est le groupe de réflexion de Église catholique romaine du canton de Zurich. Inspiré par le Concile Vatican II, il a été fondé en 1962. En 1966, l'académie a emménagé dans son siège social à Witikon construit par Justus Dahinden.

## Description
L'académie a été la première institution catholique de ce type en Suisse. L'Académie Paulus tire son nom d'une part de  Apostel Paulus, attesté comme apôtre cosmopolite, et d'autre part du pape Paul VI.
La tâche de la Paz est de promouvoir le dialogue entre la foi et le monde et les perspectives chrétiennes d'espérance et d'action dans les processus sociaux.
Le Paz propose des événements et des publications,. Les livres et brochures sont publiés par le  Theologische Verlag Zürich  publié.
Le travail est divisé en cinq domaines d'étude:
- Religion, théologie et philosophie, dirigée par Béatrice Acklin Zimmermann
- Affaires sociales, politique et culture, géré par Hans-Peter von Däniken
- Économie et travail, géré par Stephan Wirz
- Société et handicap, géré par Franziska Felder
- Bioéthique, médecine et sciences de la vie, dirigé par Sebastian Muders

## Gestion et parrainage
Il est soutenu par la  Paulus Academy Zurich  depuis 1998. Les fondateurs sont le corps catholique romain du canton de Zurich, le Vicariat général de Zurich et depuis 2008 également l'Association des paroisses catholiques romaines de la ville Zurich.
Pendant 35 ans, le théologien Max Keller (1939-2014) a joué un rôle clé dans la PaZ, de 1969 à 1974 en tant que directeur des études, de 1975 jusqu'à sa retraite en 2004. À l'occasion de la célébration du 25e anniversaire de Max Keller, l'éthicien social Willy players a rendu hommage à ses services. Jusqu'à sa retraite en 2006, son épouse Brigit Keller, née Stocker, directeur d'études responsable à la Paulus Academy. La germaniste, historienne de l'art et éducatrice des adultes, née à Zoug en 1942 et ayant reçu le prix de reconnaissance Marga Bührig en 1999, était responsable des questions relatives aux femmes / à la culture et à la littérature féminines. Elle a régulièrement tenu des conférences et des événements très fréquentés, ainsi que les groupes de lecture qu'elle a fondés, qui étaient très populaires.
Aujourd'hui, la Paz est gérée par les études scandinaves et d'anciens journalistes Hans Peter von Däniken.